# Accident aeri del Mont Erebus de 1979
El desastre del Mont Erebus va tenir lloc el 28 de novembre de 1979 quan el vol 901 d'Air New Zealand (TE901) va volar contra el Mont Erebus a l'illa de Ross, a l'Antàrtida, matant els 237 passatgers i els 20 tripulants a bord.Air New Zealand operava vols turístics regulars a l'Antàrtida des del 1977. Aquest vol va sortir de l'aeroport d'Auckland al matí i se suposava que havia de passar unes hores volant sobre el continent antàrtic, abans de tornar a Auckland al vespre via Christchurch.
La investigació inicial va concloure que l'accident va ser causat principalment per un error del pilot, però la protesta pública va portar a l'establiment d'una Comissió Reial d'Investigació sobre l'accident. La comissió, presidida pel jutge Peter Mahon, va concloure que l'accident va ser causat principalment per una correcció feta a les coordenades de la trajectòria de vol la nit anterior al desastre, juntament amb la manca d'informació a la tripulació del vol del canvi, amb el resultat que l'avió, en lloc de ser dirigit per ordinador cap a l'Estret de McMurdo (tal com s'havia fet creure a la tripulació), en comptes d'això, es va redirigir cap a un camí cap al Mont Erebus. L'informe del jutge Mahon va acusar Air New Zealand de presentar "una lletania orquestrada de mentides", i això va provocar canvis en l'alta direcció de la companyia aèria. El Comitè Judicial del Consell Privat va dictaminar més tard que la hipòtesi d'una conspiració era una violació de la justícia natural i no estava recolzada per les proves.
L'accident és el més mortífer de la història d'Air New Zealand, l'accident d'aviació més mortífer a l'Antàrtida i el desastre en temps de pau més mortífer de Nova Zelanda.

## Vol i avions
El vol 901 va ser dissenyat i comercialitzat com una experiència turística única, amb un guia antàrtic experimentat, que assenyalava els elements escènics i els punts d'interès mitjançant el sistema de megafonia de l'avió, mentre que els passatgers gaudien d'un vol baix de L'estret McMurdo. Els vols van sortir i van tornar a Nova Zelanda el mateix dia. L'avió va sortir de l'aeroport internacional d'Auckland a les 8:00 del matí cap a l'Antàrtida, i estava previst que tornés a l'aeroport internacional de Christchurch a les 7:00 del vespre després de volar 8.630 km. L'avió faria una parada de 45 minuts a Christchurch per repostar i fer un canvi de tripulació, abans de volar els restants 747 km fins a Auckland, arribant a les 9:00 del vespre. Els bitllets per als vols del novembre de 1979 costaven 359 Dòlars Neozelandesos per persona (equivalent a $2527 en 2024)  Dignataris, com ara Sir Edmund Hillary, havien actuat com a guies en vols anteriors. Hillary havia d'actuar com a guia per al vol fatal del 28 de novembre de 1979, però va haver de cancel·lar-lo a causa d'altres compromisos. El seu amic de tota la vida i company d'escalada, Peter Mulgrew, va fer de guia.
Els avions utilitzats per als vols antàrtics eren vuit trijets McDonnell Douglas DC-10-30 d'Air New Zealand. L'avió va ser matriculat el 28 de novembre amb la matrícula ZK-NZP. El 182è DC-10 que es va construir i el quart DC-10 que va introduir Air New Zealand, el ZK-NZP va ser lliurat a la companyia aèria el 12 de desembre de 1974 a la planta de Long Beach de McDonnell Douglas. Havia acumulat més de 20.700 hores de vol abans de l'accident. El capità Thomas James "Jim" Collins, de 45 anys, era un pilot experimentat que havia acumulat 11.151 hores de vol, incloent-hi 2.872 hores al DC-10. El primer oficial Gregory Mark "Greg" Cassin, de 37 anys, havia acumulat 7.934 hores de vol, incloent-hi 1.361 al DC-10. L'enginyer de vol Gordon Barrett Brooks, de 43 anys, tenia 10.886 hores de vol, incloent-hi 3.000 al DC-10 (Brooks també havia estat enginyer de vol al vol d'Air New Zealand implicat en el rescat del Cessna 188 Pacific el 1978). També hi havia a bord el primer oficial Graham Neville Lucas, de 39 anys, i l'enginyer de vol Nicholas John "Nick" Moloney, de 44 anys. L'enginyer de vol Moloney tenia un total de 6.468 hores de vol, incloent-hi 1.700 al DC-10.

## Accident

### Circumstàncies que envolten l'accident
El capità Collins i el copilot Cassin no havien volat mai a l'Antàrtida abans (mentre que l'enginyer de vol Brooks només havia volat a l'Antàrtida una vegada anteriorment), però eren pilots experimentats i es consideraven qualificats per al vol. El 9 de novembre de 1979, 19 dies abans de la sortida, els dos pilots van assistir a una sessió informativa en què se'ls va donar una còpia del pla de vol del vol anterior.
El pla de vol havia estat aprovat el 1977 per la Divisió d'Aviació Civil del Departament de Transports de Nova Zelanda i anava al llarg d'una ruta directament des del Cap Hallett fins a la balisa no direccional (NDB) de McMurdo, la qual cosa, casualment, implicava volar gairebé directament sobre el pic del Mont Erebus, de 12.448 peus (3.794 m). A causa d'un error tipogràfic en les coordenades quan es va informatitzar la ruta, però, la impressió del sistema informàtic de terra d'Air New Zealand que es va presentar a la sessió informativa del 9 de novembre corresponia a una trajectòria de vol cap al sud pel mig de l'ample estret de McMurdo, a uns 50 km a l'oest del Mont Erebus. La majoria dels 13 vols anteriors també havien introduït les coordenades d'aquest pla de vol al sistema de navegació inercial de la seva aeronau i havien volat la ruta de l'Estret McMurdo, sense saber que la ruta volada no es corresponia amb la ruta aprovada.
La capitana Leslie Simpson, pilot d'un vol el 14 de novembre i també present a la sessió informativa del 9 de novembre, va comparar les coordenades de la balisa de navegació del sistema de navegació aèria tàctica (TACAN) de McMurdo (a uns 5 km a l'est de McMurdo NDB) i el punt de referència de McMurdo que la seva tripulació havia introduït al sistema de navegació inercial (INS), i es va sorprendre en trobar una gran distància entre els dos. Després del seu vol, el capità Simpson va informar a la secció de navegació d'Air New Zealand de la diferència de posicions. Per raons que van ser controvertides, això va fer que la secció de navegació d'Air New Zealand actualitzés les coordenades del punt de referència de McMurdo emmagatzemades a l'ordinador de terra perquè corresponguessin amb les coordenades de la balisa TACAN de McMurdo, tot i que això tampoc es corresponia amb la ruta aprovada.

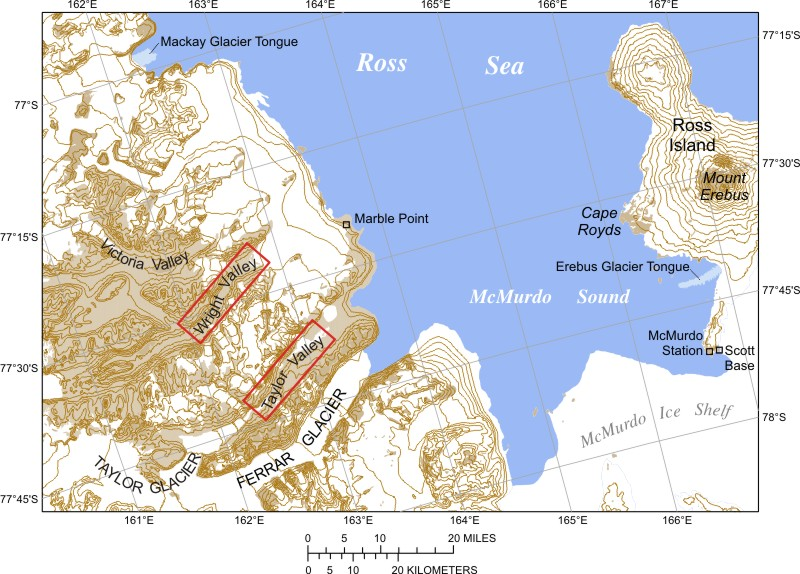
Estret (Badia) McMurdo, Antàrtida.

La secció de navegació d'Air New Zealand va canviar les coordenades del punt de referència de McMurdo emmagatzemades al sistema informàtic de terra cap a la 1:40 del matí del vol de 77° 53′ S, 164° 48′ E / 77.883°S,164.800°E a 77° 52′ 0″ S, 167° 03′ 0″ E / 77.86667°S,167.05000°E. Crucialment, la tripulació del vol 901 no va ser notificada del canvi. La impressió del pla de vol que es va lliurar a la tripulació el matí del vol, que posteriorment van introduir a l'INS de l'avió, diferia del pla de vol presentat a la sessió informativa del 9 de novembre i de les marques del mapa del capità Collins, que havia preparat la nit abans del vol fatal. La diferència clau era que el pla de vol presentat a la sessió informativa corresponia a una pista cap avall de McMurdo Sound, donant al Mont Erebus un ampli marge cap a l'est, mentre que el pla de vol imprès el matí del vol corresponia a una pista que coincidia amb el Mont Erebus, cosa que provocaria una col·lisió amb el Mont Erebus si aquest tram es volés a una altitud inferior a 4.000 m, fent 3.794 m el pic més alt del Mont Erebus.
El programa informàtic d'Air New Zealand va ser modificat de manera que el tèlex estàndard enviat als controladors de trànsit aeri (ATC) nord-americans a les instal·lacions científiques antàrtiques dels Estats Units a l'estació McMurdo mostrés la paraula "McMurdo", en lloc de les coordenades de latitud i longitud, per al punt de referència final. Durant la investigació posterior, el jutge Mahon va concloure que es tractava d'un intent deliberat d'ocultar a les autoritats dels Estats Units que el pla de vol havia estat canviat, probablement perquè se sabia que el control de trànsit aeri (ATC) dels Estats Units presentaria una objecció a la nova ruta de vol.
El vol s'havia aturat anteriorment durant l'aproximació a McMurdo Sound per dur a terme un descens, mitjançant una maniobra en forma de vuit, a través d'una bretxa a la base dels núvols baixos (que més tard es va estimar en uns 610 a 910 m) mentre estava sobre l'aigua per establir contacte visual amb punts de referència de la superfície i donar als passatgers una millor vista. La tripulació de vol desconeixia o bé ignorava l'altitud mínima segura (MSA) de la ruta aprovada de 16.000 peus (4.900 m) per a l'aproximació al mont Èreb, i de 6.000 peus (1.800 m) al sector sud del mont Èreb (i només quan la base dels núvols era a 7.000 peus (2.100 m) o superior). Les fotografies i les notícies de vols anteriors mostraven que molts d'aquests s'havien volat a nivells substancialment per sota de la MSA de la ruta. A més, les instruccions prèvies al vol per a vols anteriors havien aprovat descensos a qualsevol altitud autoritzada pel control de trànsit aeri dels EUA a l'estació McMurdo. Com que el control de trànsit aeri dels EUA esperava que el vol 901 seguís la mateixa ruta que els vols anteriors per McMurdo Sound, i d'acord amb els punts de ruta que Air New Zealand els havia indicat prèviament, el control de trànsit aeri dels EUA va informar al vol 901 que tenia un radar que els podia deixar baixar fins a 1.500 peus (460 m). Tanmateix, l'equip de radar no va detectar l'avió i la tripulació també va tenir dificultats per establir comunicacions VHF. L'equip de mesura de distància no es va fixar al TACAN de McMurdo durant cap període útil.
Les transcripcions de la gravadora de veu de la cabina (CVR) dels darrers minuts del vol abans de l'impacte amb el Mont Erebus indicaven que la tripulació creia que estaven volant sobre McMurdo Sound, ben a l'oest del Mont Erebus i amb la plataforma de gel de Ross visible a l'horitzó, quan en realitat volaven directament cap a la muntanya. Tot i que la major part de la tripulació estava identificant punts de referència visuals en aquell moment, mai van percebre la muntanya directament davant seu. Uns 6 minuts després de completar un descens en condicions meteorològiques visuals, el vol 901 va xocar amb la muntanya a una altitud d'uns 460 m, als vessants inferiors de la muntanya de 3794 m d'alçada. Les fotografies dels passatgers preses segons abans de la col·lisió van eliminar tota plausibilitat d'una teoria de "volar entre núvols", mostrant una visibilitat perfectament clara ben per sota de la base dels núvols, amb punts de referència 21 km a l'esquerra i 16 km a la dreta de l'avió visibles.

### Canvis de coordenades i sortida
La tripulació va introduir les coordenades a l'ordinador de l'avió abans de sortir a les 7:21 del matí de l'aeroport internacional d'Auckland. Sense que ho sabessin, les coordenades s'havien modificat aquell mateix matí per corregir l'error introduït anteriorment i que no s'havia detectat fins aleshores. Evidentment, la tripulació no va comprovar el punt de referència de destinació amb un mapa topogràfic (com va fer el capità Simpson en el vol del 14 de novembre) o haurien notat el canvi. El pilot no disposava de cartes de l'Antàrtida amb finalitats de planificació, i es van retenir fins que el vol estava a punt de sortir. Les cartes que finalment es van proporcionar, que es portaven a bord de l'avió, no eren ni prou completes ni prou grans per traçar un gràfic detallat. Aquestes noves coordenades van canviar el pla de vol per seguir un rumb de 43 km a l'est de la seva ruta anterior. Les coordenades van programar l'avió per sobrevolar el Mont Erebus, un volcà de 3.794 m d'alçada, en lloc de baixar per McMurdo Sound.
Unes quatre hores després d'un enlairament suau, el vol es trobava a 68 km de l'estació McMurdo. El centre de radiocomunicacions va permetre als pilots baixar fins a 3.000 m i continuar "visualment". Les regulacions de seguretat aèria de l'època no permetien que els vols baixessin per sota dels 1.800 m, fins i tot amb bon temps, tot i que la revista de viatges d'Air New Zealand mostrava fotografies de vols anteriors que operaven clarament per sota dels 1.800 m. Collins creia que l'avió estava sobre aigües obertes.

### Xoc contra el Mont Erebus

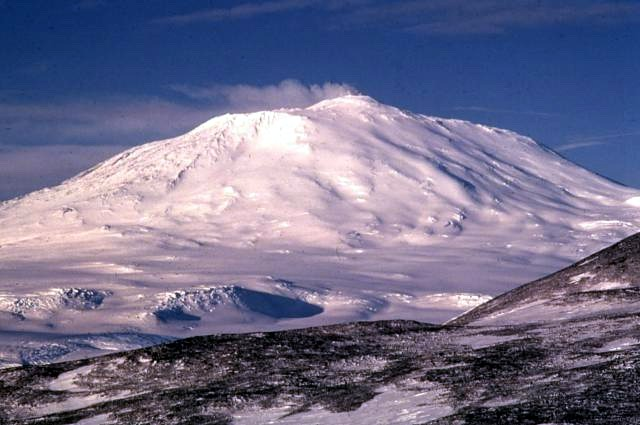
Mount Erebus

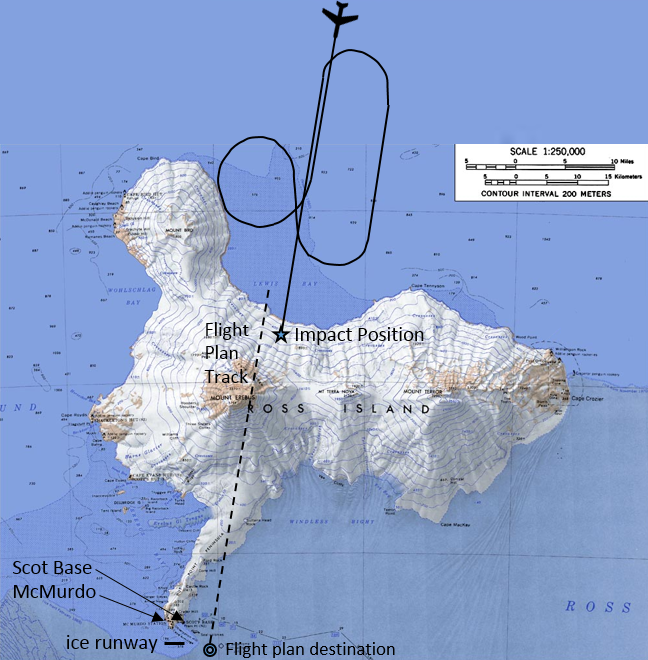
Trajectòria real (línia contínua), punt d'impacte i punt de destinació del vol 901.

Collins va dir a l'estació McMurdo que baixaria a 610 m, moment en què va canviar el control de l'avió al pilot automàtic. A l'exterior, una capa de núvols es barrejava amb el volcà cobert de neu blanca, formant una zona blanca: els pilots no veien cap contrast entre el terra i el cel. L'efecte va enganyar a tothom a la cabina de vol, fent-los creure que el vessant blanc de la muntanya era la plataforma de gel de Ross, una enorme extensió de gel flotant derivada de les grans capes de gel de l'Antàrtida, que de fet ara es trobava darrere de la muntanya. Com que era poc entès, fins i tot per pilots polars experimentats, Air New Zealand no havia proporcionat cap formació a la tripulació de vol sobre el fenomen de la zona blanca. En conseqüència, la tripulació va pensar que estaven volant al llarg de McMurdo Sound, quan en realitat estaven volant sobre la Badia de Lewis davant del mont Erebus.
A les 12:49 pm, el sistema d'alerta de proximitat a terra (GPWS) va començar a emetre una sèrie d'alarmes de "whoop, whoop, pull up", advertint que l'avió estava perillosament a prop del terreny. El CVR va registrar el següent: En el sistema d'alerta d'aquella època el xiulet de l'alarma s'escrivia en anglès amb l'onomatopeia whoop.
GPWS: "Whoop whoop. Pull up. Whoop whoop..."
F/E: "Cinc mil peus."
GPWS: "...Pull up."
F/E: "Quatre mil peus."
GPWS: "Whoop, whoop. Pull up. Whoop whoop. Pull up."
CA: "Go-around power please." (demana maniobra d'evitació lateral)
GPWS: "Whoop, whoop. Pull-"
CAM: [So d'impacte]
Fi de l'enregistrament.
Els pilots havien començat una maniobra d'escapament del terreny aplicant la màxima potència (de motor a motor), però ja era massa tard. Sis segons més tard, l'avió es va estavellar contra el vessant del mont Erebus i va explotar, matant instantàniament tots els que hi havia a bord. L'accident va tenir lloc a les 12:50 pm a una posició de 77° 25′ 30″ S, 167° 27′ 30″ E i una elevació de 447 m sobre el nivell mitjà del mar. L'estació de McMurdo va intentar contactar amb el vol després de l'accident i va informar a la seu d'Air New Zealand a Auckland que s'havia perdut la comunicació amb l'avió. El personal de cerca i rescat dels Estats Units va ser posat en espera.

### Nacionalitats dels passatgers i la tripulació
Les nacionalitats de passatgers i tripulació se citen a continuació:
| Estat        | Passatgers | Tripulació | Total |
| ------------ | ---------- | ---------- | ----- |
| Nova Zelanda | 180        | 20         | 200   |
| Japó         | 24         | -          |       |
| EUA          | 22         | -          |       |
| RU de la GB  | 6          | -          |       |
| Canadà       | 2          | -          |       |
| Australia    | 1          | -          |       |
| França       | 1          | -          |       |
| Suïssa       | 1          | -          |       |
| Total        | 237        | 20         | 257   |

## Rescat i recuperació

### Recerca i descobriment inicials
A les 14:00, la Marina dels Estats Units va publicar un informe de situació que deia:
| « | El vol 901 d'Air New Zealand no ha confirmat les transmissions de ràdio. ... Un avió d'ala fixa LC-130 i dos avions d'ala rotatòria UH-1N es preparen per a l'enlairament i a la tasca SAR. | » |

Les dades recollides a les 15:43 es van afegir a l'informe de situació, indicant que la visibilitat era de 64 km. A més, s'havien enlairat sis avions per trobar el vol.
El vol 901 havia d'arribar de tornada a Christchurch a les 18:05 per fer una escala que incloïa l'abastiment de combustible i un canvi de tripulació abans de completar el viatge de tornada a Auckland. També s'esperava que uns 50 passatgers desembarcassin a Christchurch. El personal de l'aeroport inicialment va dir a les famílies que esperaven que el vol anés lleugerament endarrerit no era inusual, però a mesura que passava el temps, va quedar clar que alguna cosa no anava bé.
A les 21:00, aproximadament mitja hora després que l'avió s'hagués quedat sense combustible en cas de continuar volant, Air New Zealand va informar a la premsa que creia que l'avió s'havia perdut. Els equips de rescat van buscar al llarg de la suposada trajectòria de vol, però no van trobar res. A les 00:55, la tripulació d'un avió de l'Armada dels Estats Units va descobrir restes no identificades al costat del Mont Erebus. No es va veure cap supervivent. Cap a les 9:00 del matí, 20 hores després de l'accident, helicòpters amb equips de recerca van aconseguir aterrar al vessant de la muntanya. Van confirmar que les restes eren del vol 901 i que els 237 passatgers i els 20 membres de la tripulació havien mort. L'altitud del DC-10 en el moment de la col·lisió era de 447 m.
La secció de l'estabilitzador vertical de l'avió, amb el logotip del koru clarament visible, va ser trobada a la neu.Els cossos i fragments de l'avió van ser traslladats a Auckland per a la seva identificació. Les restes de 44 de les víctimes no van ser identificades individualment. Es va celebrar un funeral per elles el 22 de febrer de 1980.

### Operació Overdue
Els esforços de recuperació del vol 901 es van anomenar "Operation Overdue", (overdue és el retard a l'arribada d'un vol).
Els esforços de recuperació van ser extensos, a causa en part de la pressió del Japó, ja que 24 passatgers eren japonesos. L'operació va durar fins al 9 de desembre de 1979, amb fins a 60 treballadors de recuperació al lloc alhora. Un equip d'agents de la policia de Nova Zelanda i un equip de rescat de muntanya van ser enviats en un avió C-130 Hèrcules de l'esquadró número 40.

La feina d'identificació individual va durar moltes setmanes i va ser duta a terme en gran part per equips de patòlegs, dentistes i policies. L'equip de la morgue estava dirigit per l'inspector Jim Morgan, que va recopilar i editar un informe sobre l'operació de recuperació. El manteniment de registres havia de ser meticulós a causa del nombre i l'estat fragmentat de les restes humanes que s'havien d'identificar a satisfacció del forense. L'exercici va permetre identificar finalment el 83% dels passatgers i la tripulació morts, de vegades a partir de proves com ara un dit capaç de deixar una empremta digital o claus a la butxaca.
| «            | El fet que tots passéssim aproximadament una setmana acampats en tendes polars entre les restes i els cadàvers, mantenint un horari de treball de 24 hores, ho diu tot. Vam dividir els homes en dos torns (12 hores dins i 12 fora) i vam recuperar amb gran esforç totes les restes humanes del lloc. Molts cossos estaven atrapats sota tones de fuselatge i ales i va caldre molt esforç físic per desenterrar-los i extreure'ls. Inicialment, hi havia molt poca aigua al lloc i només teníem un bol entre tots per rentar-nos les mans abans de menjar. L'aigua era negra. Els primers dies al lloc, no vam rentar els plats ni els estris després de menjar, sinó que els vam lliurar al següent torn perquè no els podíem rentar. No vaig poder menjar el meu primer àpat al lloc perquè era un guisat de carn. La nostra roba polar es va tapar de greix humà negre (a conseqüència de cremades als cossos). Ens vam sentir alleujats quan va arribar el primer subministrament de guants de llana perquè els nostres s'havien saturat de greix humà, però necessitàvem el moviment dels dits que ens permetien els guants de llana, és a dir, escriure els detalls del que vèiem i assignar números de cos i de quadrícula a totes les parts del cos i etiquetar-los. Tots els cossos i parts del cos van ser fotografiats in situ per fotògrafs de la Marina dels Estats Units que van treballar amb nosaltres. A més, el personal de la Marina dels Estats Units ens va ajudar a aixecar i emmagatzemar els cossos en bosses per a cadàvers, cosa que va ser una feina molt esgotadora. Més tard, els gavians skua es menjaven els cossos que teníem davant, cosa que ens va causar molta angoixa mental i va destruir les possibilitats d'identificar els cadàvers. Vam intentar espantar-los, però va ser en va; després vam llançar bengales, també en va. A causa d'això, vam haver de recollir tots els cossos/parts que havien estat embossats i crear 11 grans piles de restes humanes al voltant del lloc de l'accident per enterrar-les sota la neu per mantenir allunyats els ocells. Per fer això, vam haver de recollir la capa superior de neu que cobria el lloc de l'accident i enterrar-la, només per descobrir-la més tard quan el temps va millorar i els helicòpters van poder tornar al lloc. Va ser una feina immensament esgotadora. Després d'haver gairebé completat la missió, vam quedar atrapats pel mal temps i aïllats. En aquell moment, el NZPO2 i jo vam permetre que es repartís el licor que havia sobreviscut a l'accident i vam fer una festa (macabra, però vam haver de desfogar-nos). Ens vam quedar sense cigarrets, una catàstrofe que va fer que totes les persones, civils i policies presents al lloc, lliuréssin els seus subministraments personals per poder-los repartir equitativament i acabar el subministrament que teníem. A mesura que el temps va millorar, els helicòpters van poder tornar i vam poder enganxar les piles de cossos en xarxes de càrrega sota els helicòpters i els van portar a McMurdo. Això va ser doblement esgotador perquè també havíem de reduir el nombre de personal amb cada càrrega d'helicòpters i això va deixar la gent restant amb més feina per fer. Va ser esgotador descobrir els cossos i carregar-los, i també perillós, ja que els rotors de l'helicòpter van aixecar les runes del lloc de l'accident. Tots els implicats en aquesta feina van assumir riscos. Els civils de McDonnell Douglas, el personal de la MOT i la Marina dels Estats Units van ser els primers a marxar, i després la policia i el DSIR els van seguir. Estic orgullós del meu servei i del dels meus col·legues al Mont Erebus. | » |
| — Jim Morgan | |   |

El 2006, es va instituir la Medalla al Servei Especial de Nova Zelanda (Erebus) per reconèixer el servei dels neozelandesos i ciutadans dels Estats Units d'Amèrica i altres països que van participar en les fases de recuperació de cossos, identificació i investigació de l'accident de l'Operació Overdue. El 5 de juny de 2009, el govern de Nova Zelanda va reconèixer alguns dels nord-americans que van ajudar a l'Operació Overdue durant una cerimònia a Washington, DC. Un total de 40 nord-americans, majoritàriament personal de la Marina, podien rebre la medalla.

## Consultes

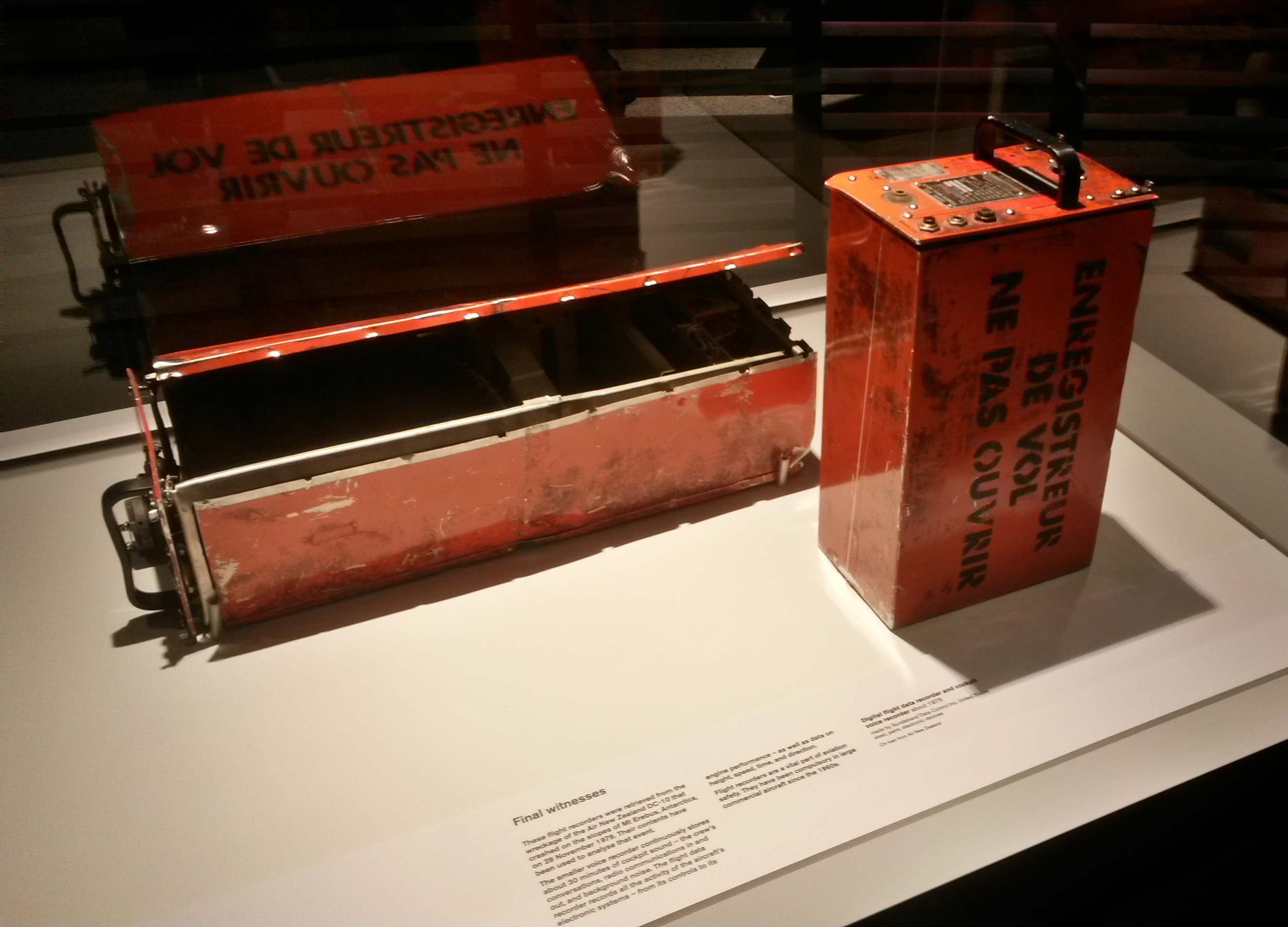
The flight data recorder and cockpit voice recorder of Air New Zealand Flight 901, Museum of New Zealand Te Papa Tongarewa (2015)

Tot i que el vol 901 es va estavellar en una de les parts més aïllades del món, les proves del lloc de l'accident eren extenses. Tant la gravadora de veu de la cabina com la gravadora de dades de vol funcionaven correctament i es podien desxifrar. Es disposava d'un extens metratge fotogràfic, inclòs vídeo, dels moments previs a l'accident; en ser un vol turístic, la majoria dels passatgers portaven càmeres, de les quals es va poder revelar la major part de la pel·lícula.

### Informe oficial d'accident
L'informe d'accidents elaborat per l'inspector en cap d'accidents aeris de Nova Zelanda, Ron Chippindale, es va publicar el 12 de juny de 1980. Va citar un error del pilot com la causa principal de l'accident i va atribuir la culpa a la decisió de Collins de descendir per sota del nivell d'altitud mínima habitual i de continuar a aquesta altitud quan la tripulació no estava segura de la posició de l'avió. L'altitud mínima habitual prohibia el descens per sota dels 6.000 peus (1.800 m) fins i tot en bones condicions meteorològiques, però una combinació de factors va fer creure al capità que l'avió estava sobre el mar (el centre de McMurdo Sound i algunes illes petites i baixes), i els pilots anteriors del vol 901 havien volat regularment a baixa altura sobre la zona per donar als passatgers una millor vista, com ho demostren les fotografies de la pròpia revista de viatges d'Air New Zealand i els relats de primera mà del personal que treballava a terra a la base Scott de Nova Zelanda.

### Consultes de Mahon
En resposta a la demanda pública, el govern de Nova Zelanda va anunciar una nova Comissió Reial d'Investigació individual sobre l'accident, que seria duta a terme pel jutge Peter Mahon. Aquesta Comissió Reial es va veure inicialment obstaculitzada pel fet que el termini era extremadament curt; originalment fixat per al 31 d'octubre de 1980, posteriorment es va prorrogar quatre vegades. L'informe es va publicar el 27 d'abril de 1981 i va exonerar la tripulació de culpa. Mahon va concloure que la causa única, dominant i efectiva de l'accident va ser l'alteració per part d'Air New Zealand de les coordenades del punt de referència del pla de vol a l'ordinador de navegació terrestre sense avisar la tripulació. El nou pla de vol va portar l'avió directament sobre la muntanya, en lloc de fer-ho al llarg del seu flanc. A causa de les condicions de cel blanc, "un truc malèvol de la llum polar", la tripulació no va poder identificar visualment la muntanya que tenien davant. A més, és possible que hagin experimentat un fenomen meteorològic rar anomenat cel blanc de sector, que crea la il·lusió visual d'un horitzó pla en la distància. Un espai molt ampli entre les capes de núvols semblava permetre una vista de la llunyana plataforma de gel de Ross i més enllà. Mahon va assenyalar que la tripulació de vol, amb molts milers d'hores de vol entre ells, tenia una experiència considerable amb l'extrema precisió del sistema de navegació inercial de l'avió. Mahon també va descobrir que les instruccions prèvies al vol per a vols anteriors havien aprovat descensos a qualsevol altitud autoritzada pel control de trànsit aeri dels EUA a l'estació McMurdo, i que el centre de radiocomunicacions de l'estació McMurdo havia autoritzat Collins a baixar a 2.000 peus (610 m), per sota del nivell mínim segur de 6.000 peus (1.800 m).
En el seu informe, Mahon va descobrir que executius de les aerolínies i pilots sèniors havien participat en una conspiració per encobrir la investigació, acusant-los d'"una lletania orquestrada de mentides" encobrint proves i mentint als investigadors. Mahon va acusar Chippindale de tenir un coneixement deficient dels vols implicats en l'operació d'avions a reacció, ja que ell (i el servei de seguretat aèria, CAA de Nova Zelanda en general) solien participar en la investigació d'accidents simples d'avions lleugers.

## Procediments judicials

### Revisió judicial
El 20 de maig de 1981, Air New Zealand va sol·licitar a l'Alt Tribunal de Nova Zelanda una revisió judicial de l'ordre de Mahon que pagués més de la meitat de les costes de la investigació de Mahon, i una revisió judicial d'algunes de les conclusions de fet que Mahon havia fet al seu informe. La sol·licitud va ser remesa al Tribunal d'Apel·lació, que va anul·lar per unanimitat la resolució de costes. El Tribunal d'Apel·lació, per majoria, però, es va negar a anar més enllà i, en particular, es va negar a anul·lar la conclusió de Mahon que membres de la direcció d'Air New Zealand havien conspirat per cometre perjuri davant la investigació per encobrir els errors del personal de terra.

### Apel·lació al Comitè Judicial del Consell Privat
Mahon va apel·lar llavors al Comitè Judicial del Consell Privat de Londres contra la decisió del Tribunal d'Apel·lació. Les seves conclusions sobre la causa de l'accident, és a dir, la reprogramació del pla de vol de l'avió per part de la tripulació de terra, que després no va informar la tripulació de vol, no havien estat impugnades davant el Tribunal d'Apel·lació, per la qual cosa no ho van ser davant el Consell Privat. Per tant, la seva conclusió que l'accident va ser el resultat d'una desviació de la tripulació pel que fa a la seva trajectòria de vol, no a causa d'un error del pilot, va romandre.

Pel que fa a la qüestió que Air New Zealand estableix una altitud mínima de 6.000 peus per als pilots a les rodalies de la base de McMurdo, el Comitè Judicial va declarar:
| « | Their Lordships accept unreservedly that ... the evidence given by several of the executive pilots at the inquiry was false. But, even though false ... it cannot have formed part of a predetermined plan of deception. Those witnesses whom the Judge disbelieved on this issue were, as their Lordships must accept, being untruthful ... they were also being singularly naive. [Q]uite apart from the mass of evidence of flights at low altitudes and the publicity given to them ... it is not conceivable that individual witnesses falsely disclaimed knowledge of low flying on previous Antarctic flights in a concerted attempt to deceive anybody. | » |

Tanmateix, els Lords del Comitè Judicial, presidits per Lord Diplock, van coincidir amb algunes de les opinions de la minoria del Tribunal d'Apel·lació en concloure que Mahon havia actuat en violació de la justícia natural en trobar que la direcció d'Air New Zealand havia participat en una conspiració, una acusació que van determinar que no estava recolzada per les proves. En la seva sentència, dictada el 20 d'octubre de 1983, el Comitè Judicial va desestimar, per tant, l'apel·lació de Mahon. L'investigador de l'aviació John King va escriure al seu llibre New Zealand Tragedies, Aviation:
| « | Van demolir el seu cas "(el cas de Mahon per encobriment)" punt per punt, inclosa la prova 164, que segons ells no podia "ser entès per cap pilot experimentat com a destinat a la navegació" i van anar encara més enllà, dient que no hi havia cap prova clara en què basar una conclusió que un pla d'engany, liderat pel director executiu de l'empresa, hagués existit mai. | » |

La "Prova 164" era un diagrama fotocopiat de McMurdo Sound que mostrava una trajectòria de vol en direcció sud que passava a l'oest de l'illa de Ross i una trajectòria en direcció nord que passava per l'illa per l'est. El diagrama no s'estenia prou cap al sud per mostrar on, com o fins i tot si s'unien, i deixava les dues trajectòries desconnectades. S'havien donat proves que el diagrama s'havia inclòs a la documentació informativa de la tripulació de vol.

## El llegat del desastre
L'accident del vol 901 és un dels tres desastres més mortals de Nova Zelanda; els altres són el desastre del veler Cospatrick de 1874, en què van morir 470 persones, i el terratrèmol de Hawke's Bay de 1931, que va matar 256 persones. En el moment del desastre, va ser l'accident aeri més mortífer de tots els temps.A gener de 2025, l'accident continua sent l'accident més mortal d'Air New Zealand, així com el desastre més mortal de Nova Zelanda en temps de pau (excloent-hi el desastre del veler Cospatrick, que va ocórrer al sud del Cap de Bona Esperança, de camí a Auckland).
El vol 901, juntament amb l'accident del vol 191 d'American Airlines a Chicago sis mesos abans (25 de maig), va perjudicar greument la reputació del McDonnell Douglas DC-10. Després de l'accident de Chicago, la FAA va retirar el certificat de tipus del DC-10 el 6 de juny, que va impedir que tots els DC-10 matriculats als Estats Units volessin a terra i va prohibir a qualsevol govern estranger que tingués un acord bilateral amb els Estats Units pel que fa a les certificacions d'aeronaus volar els seus DC-10, que incloïen els set DC-10 d'Air New Zealand. La flota de DC-10 d'Air New Zealand va estar a terra fins que les mesures de la FAA van ser rescindides cinc setmanes després, el 13 de juliol, després que totes les companyies aèries haguessin completat les modificacions que responien als problemes descoberts a partir de l'incident del vol 191 d'American Airlines.
El vol 901 va ser el tercer accident més mortal amb un DC-10, després del vol 981 de Turkish Airlines i el vol 191 d'American Airlines. L'esdeveniment va marcar el principi de la fi per a la flota de DC-10 d'Air New Zealand, tot i que abans de l'accident es parlava de substituir l'avió; els DC-10 van ser substituïts per Boeing 747 a partir de mitjans de 1981, i l'últim DC-10 d'Air New Zealand va volar el desembre de 1982. L'incident també va significar la fi dels vols turístics antàrtics operats comercialment: Air New Zealand va cancel·lar tots els seus vols antàrtics després del vol 901, i Qantas va suspendre els seus vols antàrtics el febrer de 1980, tornant només de manera limitada el 1994.
Gairebé totes les restes de l'avió encara es troben on va anar a parar, als vessants del Mont Èrebus, ja que tant la seva ubicació remota com les condicions meteorològiques poden dificultar qualsevol operació de recuperació posterior. Durant els períodes freds, les restes queden enterrades sota una capa de neu i gel. Durant els períodes càlids, quan la neu retrocedeix, són visibles des de l'aire.
Després de l'incident, tots els vols xàrter a l'Antàrtida des de Nova Zelanda van cessar i no es van reprendre fins al 2013, quan un Boeing 747-400 xàrterat per Qantas va sortir d'Auckland per a un vol turístic sobre el continent.
L'informe del jutge Mahon va ser finalment presentat al Parlament pel llavors ministre de Transports, Maurice Williamson, el 1999.
A la llista d'Honors de l'Aniversari de la Reina de Nova Zelanda del juny de 2007, el capità Gordon Vette va ser guardonat amb l'ONZM (Oficial de l'Orde del Mèrit de Nova Zelanda), en reconeixement als seus serveis d'assistència al jutge Mahon durant la investigació de l'Erebus. El llibre de Vette, Impact Erebus, ofereix un comentari del vol, el seu accident i les investigacions posteriors.
El 2008, el jutge Mahon va rebre pòstumament el premi Memorial Jim Collins de l'Associació de Pilots de Línies Aèries de Nova Zelanda per les seves contribucions excepcionals a la seguretat aèria, "canviant per sempre l'enfocament general utilitzat en les investigacions d'accidents de transport a tot el món".
El 2009, el CEO d'Air New Zealand, Rob Fyfe, va demanar disculpes a tots els afectats que no van rebre el suport i la compassió adequats de la companyia després de l'incident, i va inaugurar una escultura commemorativa a la seva seu.
El 28 de novembre de 2019, coincidint amb el 40è aniversari del desastre, la primera ministra de Nova Zelanda, Jacinda Ardern, juntament amb el govern nacional, va presentar una disculpa formal a les famílies de les víctimes. Ardern "[va expressar] el seu pesar en nom d'Air New Zealand per l'accident" i "[va demanar disculpes] en nom de la companyia aèria que fa 40 anys va incomplir el seu deure de cura dels seus passatgers i personal".
La matrícula de l'avió accidentat, ZK-NZP, no s'ha tornat a emetre.

## Memorials

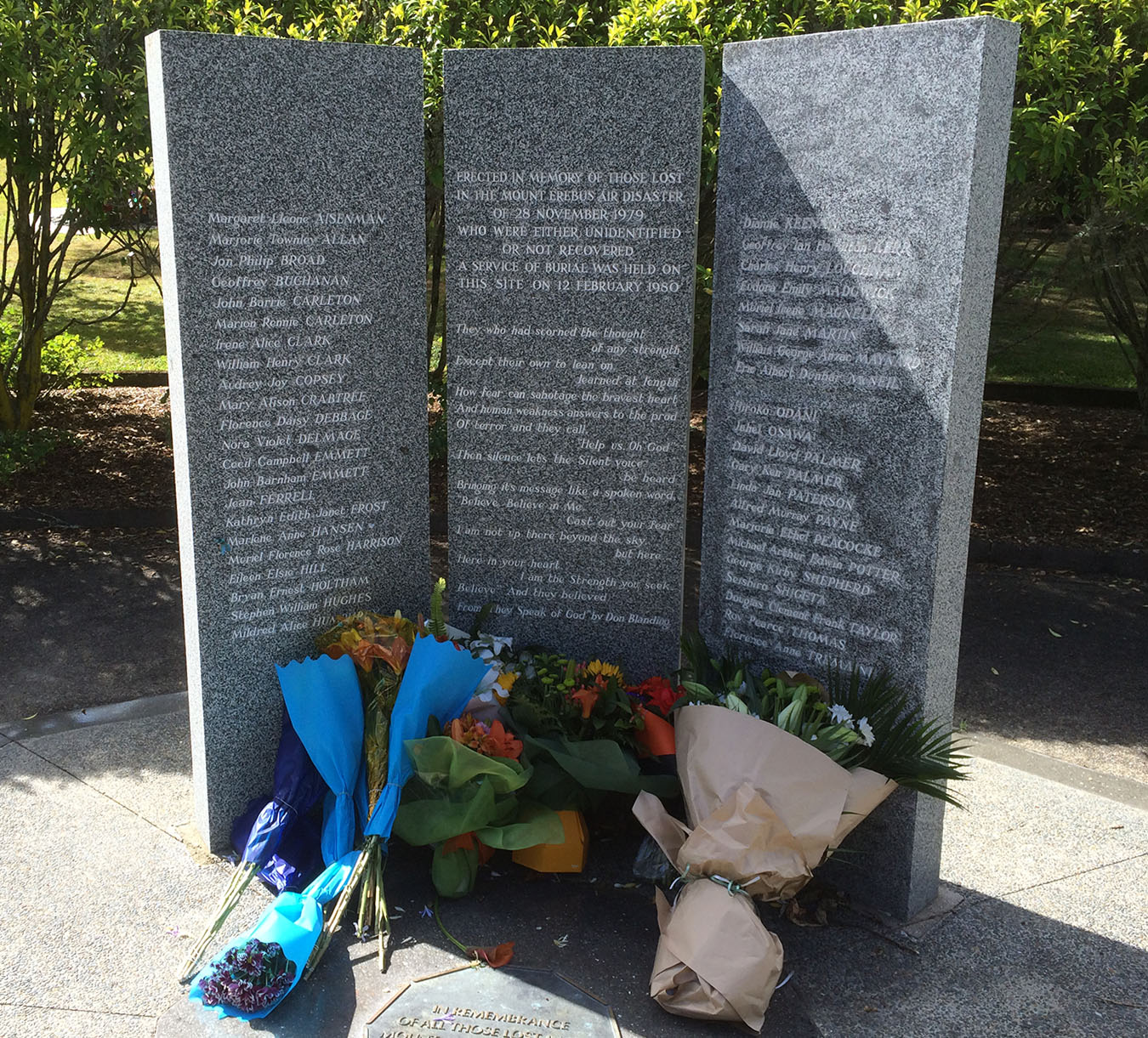
Fotografia del Memorial Erebus al cementiri de Waikumete, Glen Eden, Auckland, gener de 2014

Es va erigir una creu de fusta a la muntanya sobre la base Scott per commemorar l'accident. Va ser substituïda el 1986 per una creu d'alumini després que l'original fos erosionada per les baixes temperatures, el vent i la humitat.
El monument commemoratiu pels 16 passatgers que no es van poder identificar i els 28 els cossos dels quals mai es van trobar es troba al cementiri de Waikumete a Glen Eden, Auckland. Va ser inaugurat en el primer aniversari de la tragèdia, el novembre de 1980. Al costat del monument hi ha un cirerer japonès, plantat com a record dels 24 passatgers japonesos que van morir a bord del vol 901.
Un monument commemoratiu als membres de la tripulació del vol 901 es troba al costat de l'aeroport d'Auckland, a Tom Pearce Drive, a l'extrem est de la zona aeroportuària.
El 4 de desembre de 1979, 6 dies després de l'accident, l'església de St Matthews en Auckland va celebrar un servei commemoratiu per a les víctimes de l'accident. Just abans del 10è aniversari, es va instal·lar un vitrall commemoratiu a l'església i es va dedicar a les 257 persones que van perdre la vida.
Per commemorar el 25è aniversari del desastre de l'Erebus, el 2004 es va celebrar una cerimònia de col·locació de corones i un servei commemoratiu a l'Antàrtida.
El gener de 2010, es va col·locar al costat de la creu antàrtica un koru esculpit de 26 quilograms que contenia cartes escrites pels éssers estimats dels morts.Originalment, havia de ser col·locat al lloc per sis familiars de les víctimes en el 30è aniversari de l'accident, el 28 de novembre de 2009, però es va retardar dos mesos a causa del mal temps. Es va planejar col·locar un segon buc koru, a l'estil de la primera, a la base Scott el 2011.
El poema "Erebus" de l'escriptora americana Jane Summer (Sibling Rivalry Press, 2015) commemora una amiga íntima que va morir en la tragèdia i, en una gesta de "poesia investigativa", explora la cadena de decisions errònies que van causar l'accident.
El 2019, es va anunciar que s'instal·laria un monument nacional als jardins de roses de Parnell, i un familiar d'una de les víctimes de l'accident va afirmar que era el lloc adequat. No obstant això, els residents locals van criticar la ubicació del monument, dient que "destruiria l'ambient del parc". Després de nombrosos retards, la construcció havia de començar a l'octubre de 2021. Tanmateix, a causa d'una investigació del Defensor del Poble, la construcció es va limitar a "obres preparatòries" reversibles. Els retards van ser causats per protestes contra la construcció, per por que pogués posar en perill el pōhutukawa gegant del parc.
El març de 2022, el Defensor del Poble va publicar el seu informe, afirmant que el Ministeri de Cultura i Patrimoni "hauria d'haver consultat més àmpliament abans de formar la seva preferència per una ubicació", i que "va actuar de manera irracional a l'octubre de 2019, quan no va respondre a la correspondència sobre el consentiment de recursos per al monument proposat". La construcció es va aturar arran de la recomanació donada, que "demanava que el ministeri resolgués qualsevol queixa abans que comencés la construcció". El 10 de febrer de 2023, el Defensor del Poble estava satisfet amb les mesures adoptades per implementar les seves recomanacions.
Tanmateix, les inundacions del cap de setmana de l'aniversari d'Auckland del 2023 i el cicló Gabrielle van provocar "importants esllavissades al llarg del penya-segat", inclosa una a la rodalia del lloc commemoratiu. L'avaluació d'enginyeria geotècnica realitzada va concloure que "el terreny no era segur per construir-hi el monument", cosa que els va obligar a abandonar els plans de construir el monument als jardins de roses de Parnell i a trobar un nou lloc commemoratiu.

## Presència en manifestacions culturals
L'accident va coincidir amb l'Obert d'Air New Zealand Shell, un torneig de golf patrocinat per Air New Zealand. El CEO Morrie Davis estava jugant el pro-am quan va sentir per primera vegada que l'avió s'havia "perdut". Air New Zealand va pensar a cancel·lar el torneig, però va decidir no fer-ho.
Una minisèrie de televisió, Erebus: The Aftermath, centrada en la investigació i la Comissió Reial d'Investigació, es va emetre a Nova Zelanda i Austràlia el 1988.
La frase "una lletania orquestrada de mentides" es va instaurar a la cultura popular de Nova Zelanda durant uns anys. IEl 2014, es va produir per a TVNZ un docudrama de llargmetratge, Operation Overdue, sobre el desastre, centrat en la missió de recuperació homònima i els 11 agents de policia que van ajudar a recuperar els cossos de les víctimes. El 2019, es van produir dues sèries de podcasts en profunditat amb motiu del 40è aniversari del desastre, una de RNZ  i l'altra de NZ Herald.
El desastre apareix al cinquè episodi de la segona temporada de la sèrie documental de The Weather Channel, Why Planes Crash. L'episodi es titula "Sudden Impact" i es va emetre per primera vegada el gener de 2015.

## Registres oficials
El material relacionat amb el desastre i la investigació de l'Erebus es conserva (juntament amb altres elements antàrtics de la Divisió Antàrtica de l'antic Departament de Recerca Científica i Industrial (DSIR)) als Arxius de Nova Zelanda, Christchurch. Hi ha 168 elements de registre, dels quals dotze són d'accés restringit (7 fotos, 4 cassets d'àudio i 1 fitxer de retalls de diari d'Air New Zealand).
Altres arxius es troben als Arxius de Nova Zelanda a Auckland, Wellington, Christchurch i Dunedin. Aquests inclouen fitxers de la Comissió Reial (Agència AASJ, número d'accés W2802) i de la Policia de Nova Zelanda (Agències AAAJ, BBAN; molts estan restringits).